# いきなりプレゼント GET OR LOST
いきなりプレゼント GET OR LOSTは、テレビ朝日のクイズ単発特別番組枠『すくいず!』の中で放送された企画の一つ、企画第4弾。

## 内容
- まずドッキリ形式で、ターゲットから今欲しい物を聞き出す。ターゲットは、欲しい物を口に出した瞬間、身体をアマレス姿の男性達に担がれて、ゲーム会場へ強制的に連行される。
- そして、クイズ会場で先程口にした今欲しい物を賭けて、出題されたゲームに挑む。ゲームに成功すれば賞品を獲得。
- スタジオでは、チュートリアルは司会とパネラー（チームキャプテン）を兼任。「徳井チーム」と「福田チーム」に分かれて、ターゲットが賞品を獲得出来る（GET）か否か（LOST）を予想する。予想が外れる度に、チーム全員がノニジュースを飲まなければいけないペナルティがある。
- 最終的に予想的中が多かったチームの勝利。チーム全員の欲しい物が贈られる。

## ターゲットに出題されたゲーム
3文字しりとり
- 3文字の物の名前（人名・地名・動詞・形容詞はNG）でしりとりを行う。2人で挑戦する場合は、両者が交互に答える。
- 2分間で20個答える事が出来れば成功。

有名人　携帯電話コール
- 知り合いの有名人の携帯電話に電話をかけて、5コール以内に相手が出てくればクリア。5人中3人クリアで成功。

ヒット曲並べ替え
- 5曲のヒット曲を、発売したのが早い順に並べ替える。全て、正しい順番で並んでいれば成功。

部首書き取り
- 指定された部首の漢字を、2分以内に10個書けば成功。

有名人漢字書き取り
- 出題された有名人の名前を、漢字で正しく書く。5問出題され、全問正解出来れば成功。

九九
- 指定された九九の段を、噛んだり間違えたりしないで暗唱していく。3種類の段が出題され、全問正解出来れば成功。

## 出演者
- 司会：チュートリアル（徳井義実、福田充徳）
- パネラー
徳井チーム
  - 東原亜希、里田まい

福田チーム
  - 大沢あかね、光浦靖子
- ゲーム会場MC
  - ヒデ（ペナルティ）
  - 相澤仁美
  - 宮川大輔
  - 磯山さやか
  - ほっしゃん。
  - 若槻千夏
  - ケンドーコバヤシ

### 第1回ターゲット
- 細川茂樹
- 庄司智春（品川庄司）
- ムーディ勝山
- ハイキングウォーキング

### 第2回ターゲット
- 梶原雄太（キングコング）
- ハリセンボン
- 若槻千夏→若槻千夏のマネージャー→若槻＆マネージャー
- 田村裕（麒麟）

## スタッフ
すくいず!#スタッフも参照のこと。
- ナレーション：立木文彦
- 企画：佐藤孝（古舘プロジェクト）
- 構成：鮫肌文殊、山名宏和、小野寺貴之、林賢一/樋口卓治、川野孝弘
- CAM：石毛雄己、荒木哲志
- VE：柳沼修
- AUD：渡邊拓
- LT：藤井輝夫
- VTR編集：馬場革
- CG：小城功夫
- MA：藤田恵美
- 音効：磯川浩己
- 美術プロデュース：松沢由之
- セットデザイン：野口陽介
- 美術進行：今井隆之
- メイク：奥山文子
- 宣伝：蓮実理奈（テレビ朝日）
- デスク：清水比奈子
- AD：日江井かおり、藤原圭、永田浩子、岡山薫、白石宗之
- AP：長谷川三芳（b-DASH）
- 制作進行：山口美和（b-DASH）
- ディレクター：広瀬陽一（b-DASH）、北澤健一、土屋良介
- 演出：岡田秀行（b-DASH）
- プロデューサー：林敏博（b-DASH）、加茂忠夫（office KLEIN）
- 総合プロデューサー：棚次隆（古舘プロジェクト）
- スタッフ協力：スウィッシュ・ジャパン、プログレッソ、フジアール、umpd、DREAM SPACE、サウンドエフェクト、IMAGICA
- 制作協力：b-DASH
- 制作：古舘プロジェクト

## 放送日
- 第1回（すくいず第11回） - 2007年6月27日
- 第2回（すくいず第12回） - 2007年7月4日